# 4846 Tuthmosis
4846 Tuthmosis este un asteroid din centura principală, descoperit pe 24 septembrie 1960 de Cornelis van Houten și Tom Gehrels.